# Élections législatives de 1919 dans la Haute-Garonne
Les élections législatives de 1919 ont eu lieu le 16 novembre 1919.

## Élus
|   | Député élu      |  | Groupe parlementaire                 |
| - | --------------- |  | ------------------------------------ |
| 1 | Henri Auriol    |  | Entente républicaine et démocratique |
| 2 | Charles Barès   |  | Entente républicaine démocratique    |
| 3 | Charles Bellet  |  | Entente républicaine démocratique    |
| 4 | Ambroise Rendu  |  | Indépendants de droite               |
| 5 | Joseph Gheusi   |  | Parti radical et radical-socialiste  |
| 6 | Hippolyte Ducos |  | Parti radical et radical-socialiste  |
| 7 | Vincent Auriol  |  | Parti socialiste                     |

## Résultats à l'échelle du département

### Par listes
| Listes         | Listes                                                     | Premier tour | Premier tour | Sièges |
| Listes         | Listes                                                     | Voix         | %            | Sièges |
| -------------- | ---------------------------------------------------------- | ------------ | ------------ | ------ |
|                | Liste d'Union républicaine et nationale                    | 29 286       | 31,28        | 4      |
|                | Liste d'Union républicaine radicale et radicale socialiste | 28 542       | 30,49        | 2      |
|                | Liste du Parti socialiste (S.F.I.O.)                       | 22 941       | 24,50        | 1      |
|                | Liste de l'Amicale des poilus du front                     | 10 226       | 10,92        | 0      |
|                |                                                            |              |              |        |
| Inscrits       | Inscrits                                                   | 134 389      | 100,00       | 7      |
| Votants        | Votants                                                    | 96 958       | 72,15        |        |
| Abstention     | Abstention                                                 | 37 431       | 27,85        |        |
| Blancs et nuls | Blancs et nuls                                             | 3 334        | 3,44         |        |
| Exprimés       | Exprimés                                                   | 93 624       | 96,56        |        |

### Par candidats
| Candidat       | Candidat             | Tendance       | Voix    | %      |
| -------------- | -------------------- | -------------- | ------- | ------ |
|                | Henri Auriol         | FR             | 29 873  | 31,91  |
|                | Charles Barès        | FR             | 29 443  | 31,45  |
|                | Charles Bellet       | FR             | 29 434  | 31,44  |
|                | Daure                | FR             | 29 177  | 31,16  |
|                | Bertrand de Gorse    | FR             | 29 092  | 31,07  |
|                | Marquis de Palminy   | FR             | 28 784  | 30,74  |
|                | Ambroise Rendu       | Droite         | 29 205  | 31,19  |
|                |                      |                |         |        |
|                | Jean Cruppi          | PRRRS          | 28 608  | 30,56  |
|                | Joseph Gheusi        | PRRRS          | 28 998  | 30,97  |
|                | Hippolyte Ducos      | PRRRS          | 30 013  | 32,06  |
|                | Feuga                | PRRRS          | 28 212  | 30,13  |
|                | Laurent Cazassus     | PRRRS          | 27 455  | 29,32  |
|                | Duchain              | PRRRS          | 28 864  | 30,83  |
|                | Savignol             | PRRRS          | 27 646  | 29,53  |
|                |                      |                |         |        |
|                | Albert Bedouce       | SFIO           | 23 572  | 25,18  |
|                | Antoine Ellen-Prévot | SFIO           | 23 643  | 25,25  |
|                | Vincent Auriol       | SFIO           | 23 877  | 25,50  |
|                | Jean Rieux           | SFIO           | 23 270  | 24,85  |
|                | Fontanilles          | SFIO           | 22 607  | 24,15  |
|                | Craste               | SFIO           | 21 610  | 23,08  |
|                | Agedes               | SFIO           | 22 013  | 23,51  |
|                |                      |                |         |        |
|                | Enjalabert           | DVD            | 10 361  | 11,07  |
|                | Legrand              | DVD            | 10 589  | 11,31  |
|                | Belard               | DVD            | 9 929   | 10,61  |
|                | Laporte              | DVD            | 10 861  | 11,60  |
|                | Taverne              | DVD            | 9 836   | 10,51  |
|                | Saint-Paul           | DVD            | 9 991   | 10,67  |
|                | Lanta                | DVD            | 10 021  | 10,70  |
|                |                      |                |         |        |
| Inscrits       | Inscrits             | Inscrits       | 134 389 | 100,00 |
| Votants        | Votants              | Votants        | 96 958  | 72,15  |
| Abstentions    | Abstentions          | Abstentions    | 37 431  | 27,85  |
| Blancs et nuls | Blancs et nuls       | Blancs et nuls | 3 334   | 3,44   |
| Exprimés       | Exprimés             | Exprimés       | 93 624  | 96,56  |